# Jasionno
Jasionno (deutsch Eschenhorst) ist ein Dorf in der Landgemeinde Gronowo Elbląskie (Grunau) im Powiat Elbląski (Elbinger Kreis) der polnischen Woiwodschaft Ermland-Masuren. Der Ort hat etwa 250 Einwohner.

## Geographische Lage
Das Dorf liegt in Westpreußen, auf dem kleinen Marienburger Werder, etwa neun Kilometer südwestlich von Elbing (poln. Elbląg) und vier Kilometer nordwestlich von Thiensdorf (Jezioro).

## Geschichte
Im Jahr 1945 gehörte Eschenhorst zum Kreis Marienburg (Westpreußen) im Regierungsbezirk Marienwerder im  
Reichsgau Danzig-Westpreußen des Deutschen Reichs. Eschenhorst war dem Amtsbezirk Thiensdorf zugeordnet. Das Standesamt befand sich in Thiensdorf (Jezioro).
Gegen Ende des Zweiten Weltkriegs wurde die Region im Frühjahr 1945 von der Roten Armee besetzt. Nach Beendigung der Kampfhandlungen wurde Eschenhorst seitens der sowjetischen Besatzungsmacht zusammen mit der südlichen Hälfte Ostpreußens der Volksrepublik Polen zur Verwaltung überlassen. Soweit die einheimischen Dorfbewohner nicht geflohen waren, wurden sie in der Folgezeit von der polnischen Administration aus dem Kreisgebiet vertrieben oder an der Rückkehr gehindert. Die Polen verwalteten die Ortschaft unter der Ortsbezeichnung „Jasionno“. 
In den Jahren 1975–1998 gehörte der Ort administrativ zur Woiwodschaft Elbląg. Jasionno wurde teilweise auch als Jeżewo, Jasionn oder Eichenhorst bezeichnet. 

### Einwohnerentwicklung
- 1852: 199 Einwohner
- 1905: 202 Einwohner
- 1910: 239 Einwohner
- 1933: 181 Einwohner[2]
- 1939: 165 Einwohner[1]